# Hymenoptychis dentilinealis
Hymenoptychis dentilinealis är en fjärilsart som beskrevs av Pieter Cornelius Tobias Snellen 1882. Hymenoptychis dentilinealis ingår i släktet Hymenoptychis och familjen Crambidae. Inga underarter finns listade i Catalogue of Life.